# Cantua hibrida
Cantua hibrida là một loài thực vật có hoa trong họ Polemoniaceae. Loài này được Herrera mô tả khoa học đầu tiên năm 1921.